# Fnjóskadalur
Fnjóskadalur är en dal i republiken Island. Den ligger i regionen Norðurland eystra i den centrala delen av landet.

## Geologi, vegetation
Fnjóskadalur är ovanligt skogbevuxen med isländska mått mätt.
Geologiskt sett består dalen av basalt, som på många ställen är täckt av grus och sand. Den bördiga jorden möjliggör en livskraftigt jordbruk med isländska mått. I dalen finns också skogsområdet Vaglaskógur, ett av Islands största. Här blir björkar och granar upp till 14 meter höga.

## Turism
År 1908 byggdes en stenvalvsbro över ån Fnjóská i norra änden av Vaglaskógur. Bron anses vara den första i sitt slag på Island och är än idag en turistattraktion. Samma år blev området naturskyddat. Idag är det ett populärt semestermål som lockar bland annat campare och mountainbikecyklister. Fnjóskadalur genomkorsas av Ringvägen, vilket gör den lättillgänglig.